# Eulophia foliosa
Eulophia foliosa är en orkidéart som först beskrevs av John Lindley, och fick sitt nu gällande namn av Harry Bolus. Eulophia foliosa ingår i släktet Eulophia och familjen orkidéer. Inga underarter finns listade i Catalogue of Life.